# Věra Pospíšilová-Cechlová
Věra Pospíšilová-Cechlová (ur. 19 listopada 1978 w Litomierzycach) – czeska lekkoatletka, dyskobolka. 
Trzykrotna olimpijka (2004, 2008, 2012), w tym brązowa medalistka z Igrzysk Olimpijskich 2004 (po dyskwalifikacji Iryny Jatczanki).
W 2013 ogłosiła zakończenie kariery.

## Osiągnięcia
- 1. miejsce w Światowym Finale IAAF (Monako 2003)
- brązowy medal Igrzysk Olimpijskich (Ateny 2004)
- 1. miejsce na Światowym Finale IAAF (Monako 2004)
- brązowy medal Mistrzostwa Świata w Lekkoatletyce 2005 (Helsinki 2005)
- najlepszy wynik na świecie w sezonie 2005 (66,81 m)
- 2. miejsce podczas Światowego Finału IAAF (Stuttgart 2007)
- 5. miejsce na Igrzyskach Olimpijskich (Pekin 2008)
- wielokrotne Mistrzostwo Czech zarówno w rzucie dyskiem, jak i w pchnięciu kulą

### Rekordy życiowe
- rzut dyskiem – 67,71 (2003)
- pchnięcie kulą – 16,92 (2001)